# 阿根塔 (伊利諾伊州)
阿根塔（英語：Argenta）是位於美國伊利諾伊州梅肯縣的一個村落。

## 地理
阿根塔的座標為39°59′02″N 88°49′16″W / 39.98389°N 88.82111°W，而該地最高點為海拔高度207米（即679英尺）。

## 人口
根據2010年美國人口普查的數據，阿根塔的面積為1.70平方千米，當中陸地面積為1.70平方千米，而水域面積為0.00平方千米。當地共有人口947人，而人口密度為每平方千米557人。